# Диоцез Дакия
Диоцез Дакия е римски диоцез, образуван между 306 и 337 г. с разделянето на Диоцез Мизия на две от император Константин Велики и включва провинциите Средиземна (Вътрешна) Дакия, Крайбрежна Дакия, Дардания, Горна Мизия, Превалитания.
Той е част от Префектура Илирик. Негова столица е Сердика, която едновременно е и столица на провинция Вътрешна (Средиземна) Дакия. С пропагандна цел името е „Дакия“ въпреки че заема територии в бившата Горна Мизия.